# Санація (медицина)
Санація (від лат. sanatio — оздоровлення, лікування) — ряд лікувально-профілактичних заходів з оздоровлення організму.

## Санація рани
В основному, санація в медицині — це процедура з оперативного втручання, яке включає широке розсічення рани, зупинку кровотечі, видалення мертвих, розможених та відсічених тканин, видалення сторонніх тіл, вільних кісткових уламків, згущень крові з метою профілактики інфекцій в рані та створення позитивних умов для швидшого загоєння рани. Також термін має медичний синонім «Debridement».
За сильної патології чи пізньому хірургічному втручанні після поранення можливе видалення всього змертвілого органу, м'язу чи ряду м'язів.
Так як при швидкому оперативному втручанні неможливо виявити всі ділянки нежиттєдіяльних тканин, можливий пізній некроз тканин, що вимагатиме повторної обробки рани.
При цьому видалення некротичних тканин може бути хірургічним, механічним (інструменти, ультразвук), хімічним, ферментативним, аутолітичним (самозабезпечення травлення), та, в окремих випадках — личинкотерапія, де певні види живих личинок вибірково поїдають некротичні тканини.
Хірургічну обробку виконують, суворо дотримуючись правил асептики й антисептики. Метод анестезії обирають з врахуванням складністі та локалізації рани, тривалості та травматичності операції, важкості загального стану пораненого.

## Санація порожнини рота
Санація порожнини рота — ряд оздоровлюючих процедур, які проводяться для попередження виникнення захворювань порожнини рота. Санація порожнини рота відбувається таким чином, що можливо при ній проводити лікування карієсу або його ускладнень, наприклад, пульпіту та періодонтиту.
Санація в стоматології включає видалення зубного нальоту та зубного каменю.

## Санація плевральної порожнини
Торакоскопічна санація плевральної порожнини — важливий санаційний фактор при лікуванні туберкульозних плевритів, що дозволяє інтенсифікувати лікувальний процес і зменшувати період стаціонарного лікування хворих на 33-34 %, значно покращує функціональний стан легені на боці перенесеного туберкульозного плевриту за рахунок відсутності спайкового процесу.

## Санація трахеобронхіального дерева
Комплекс оздоровлюючих заходів направлено на попередження виникнення ускладнень, вторинної інфекції при проведенні інтубації трахеї з метою застосування штучної вентиляції легенів (ШВЛ), при проведенні подальшої тривалої ШВЛ.   

## Санаторій
Санаторій — лікувально-профілактичний заклад для лікування та оздоровлення з допомогою природних факторів у сполученні з дієтотерапією, фізіотерапією, медикаментозним лікуванням та іншими заходами.

### Відео
- Як очищати, проводити санацію та перев'язувати рвані рани